# 카이두 (카묵 몽골)
카이두(몽골어:ᠬᠠᠢ᠌ᠳᠤ, 키릴 문자:Хайду, 1022년? ~ 1100년?)은 카마그 몽골의 지도자이다. 원사에는 하이두, 페르시아계 사서 집사에는 콰이두( قايدو)로 기록된다. 원사의 태조 본기에는 기록이 상세하나, 몽골비사, 몽골 황금사에는 간략하게 이름만 언급된다. 카불 칸, 암바가이 칸의 증조부이자 칭기즈 칸의 6대조였다. 또한 티무르 제국의 아미르 티무르 바를라스의 11대조가 된다.
그의 조부 메넨 투둔에게는 일곱 아들이 있었는데, 몽골부의 목장이 자라이르부족에게 짓밟혀 충돌이 발생했다. 그 결과 가축과 재물이 약탈당하고, 몽골부 주민은 자라이르 부족에게 학살당했다. 이 가운데 어린 카이두는이 유모가 장작더미 속에 숨긴 덕분에 살아남을 수 있었다. 그는 성장한 뒤, 바르구트 부에 장가들어 죽임을 면한 일곱째 삼촌 나친과, 아투르 등의 지지를 얻어 바르구진 골짜기에서 세력을 키웠다. 장성한 후 나친과 부족민들은 그를 부족장으로 추대하였다. 뒤이어 자라이르부를 공격, 궤멸시키고 복속에 성공한다.
카이두 칸은 몽골 초기 지도자 중 중에서도 비교적 많은 기록이 남아 있으며, 특히 『집사』의 「두툼 마난기」 및 『원사』 권1 「태조본기」에 자세한 기록이 전한다. 그러나 『원조비사』에는 이유를 알 수 없으나 간략하게 언급된다.

## 생애

### 가계 배경
그는 보돈차르 문카그의 고손이며 몽골 최초의 대칸인 카불 칸의 증조부이다. 그의 고조부인 보돈차르 문카그는 후에 원 희조로 추존되었으며, 그의 증손자인 카불 칸은 후에 원나라 선조로 추존되었다. 참고로 카이두는 보르지긴의 씨족장이었지만 칸에는 오르지 못했고 그의 증손자인 카불 칸이 카마그 몽골의 초대 칸이 되었다. 카치 쿨루그와 무놀룬(Мунолун) 혹은 나물룬(Намулун)의 아들 8명 중 8남이다. 일설에는 카치 쿨룩과 무놀룬 혹은 나물룬에게는 9명의 아들이 있었다는 설도 있다.
증조부는 캅치 쿨룩이고, 할아버지는 메넨 투둔, 아버지는 카치 쿨룩이다. 세 아들 바이상코르 독신, 차라카이 링굼, 차우진 오르타카이를 두었는데, 바이싱코르 독신은 일찍 죽었으나, 바이싱코르의 아들 툼니바이 세첸은 카불 칸의 아버지이자 쿠툴리 칸의 할아버지이며, 칭기즈 칸의 고조부가 된다. 차라카이 링굼에서 링굼은 금나라에서 내린 관직명 영곤(領昆)이며, 안바가이 칸의 할아버지가 된다. 차라카이 링굼의 아들은 셍굼 빌게인데 타이치우드 아이막의 선조가 됐다.
차라카이 링굼은 형수, 바이싱고르 독신의 처와 결혼하여 다시 아들을 두었으니 베스타인데, 베수드부의 선조가 됐다. 차우진 오르타카이의 여섯 아들 역시 각각 오르나르, 옹구탄, 아를라스, 소니티, 커루투르, 시지우드, 거니거스 부족의 시조가 되었다. 중국의 한문 사료인 원사, 원사연의 등에서는 해도(海都, hǎidōu)로, 페르시아어 사료인 『집사』에서는 카이두(قايدو, Qāydū)로 나타난다.
그가 태어날 당시 당시 몽골 지역에서는 만주 유목 부족들의 습격으로 인해 토착 부족들의 갑작스러운 이동이 자주 발생하고 있었다.

### 활동
페르시아계 사서 《집사》의 「두툼 마난기」에 따르면, 카이두 칸이 태어날 무렵 케를렌 강 유역에는 약 70크리엔(7만 가구)의 부민을 거느린 강력한 자라이르 울루스라는 세력이 있었고, 몽골 울루스를 비롯한 주변의 여러 세력들과 다투고 있었다. 이 부족은 민족적으로 명확하지 않으며, 달레킨-몽골족이거나 튀르크계일 가능성도 있다.
어느 날, 거란의 군사가 자라이르 울루스를 공격했는데, 자라이르인들은 거란군이 케를렌 강을 건너지 못할 것이라 믿고 깔보며, 모자와 소매를 흔들며 “여기까지 와서 우리 가축을 약탈해 보아라”고 도발했다. 그러자 거란군은 장작과 나무 조각으로 뗏목을 만들어 강을 건너 자라이르인을 어린아이까지 모조리 도륙했다.
거란 병사들로부터 도망친 생존 자라이르 부족 일부는 케를렌 강에서 멀리 도망쳐 결국 모눌룬 또는 나몰룬(Намулун)이 다스리는 몽골 부족 근처까지 이르렀다. 자라이르 부족은 굶주림을 견디지 못해 보르지긴 부족의 유목지에서 식용 식물을 채집하게 되었고, 이로 인해 무놀룬과의 충돌이 발생했다.
자라이르인들은 수도순이라는 이름의, 식용 식물의 뿌리를 땅에서 파먹고 있었고, 이 때문에 몽골 부족의 방목지는 땅이 엉망으로 파헤쳐졌다. 마침 마차를 타고 외출 중이던 모날룬은 이 광경을 보고 격노하여 “이 땅은 내 아들들이 말을 달리게 하는 곳인데, 왜 파헤쳐서 엉망으로 만들었는가?”라고 말하며 마차로 자라이르 아이들을 치어 죽였고, 사망자까지 발생했다. 이 일에 격분한 자라이르인들은 모날룬의 말떼를 몰아갔고, 이를 들은 모날룬의 아들들은 갑옷도 입지 않은 채 추격에 나섰다. 걱정하던 모날룬은 며느리들에게 갑옷을 가지고 가게 했지만 때는 이미 늦었고, 결국 아들들은 모두 자라이르인들에게 살해당했다. 기세를 탄 자라이르인들은 모날룬까지 죽이고 이 충돌은 학살 사태로 번졌고, 그 결과 보르지긴 부족의 족장층 대부분, 무놀룬, 그리고 그녀의 아들 전원이 몰살당했다.
이 사건 이후, 모날룬의 가족 중에는 그의 막내동생 메넨 토돈이 바르구트부족에 장가보낸 나친 바아투르(Начин-баатур), 한 노파가 숨겼던 메넨 토돈의 아들 카이두만이 살아남았고, 이 둘에 의해 몽골 부족은 재건되었다.
『집사』와 『원사』에서는 조금 다르게 전해진다. 『집사』에서는 사건 당시 카이두와 나친이 각각 장가든 이웃 부족에 머무르고 있었고, 자라이르인이 공격해왔을 때 나친이 술통에 카이두를 숨겨 보호했다고 한다. 이후 살아남은 부족과, 성장한 카이두는 바르구진 토쿰으로 이주하여 세력을 모아 몽골 부족을 재건했다고 한다.
『원사』에 따르면, 사건 당시 카이두는 모날룬 카툰이 양육하고 있었으나, 유모가 그를 나무 더미 속에 숨겨 유일하게 살아남았다고 한다. 다른 설에 의하면  나친은 보르지긴 부족이 몰살되었다는 소식을 듣고 현장에 도착했다 한다.

### 나친의 도움, 자라이르 부에 대한 복수와 흡수
한편 장가든 부족에 있어 화를 피한 나친이 본가를 찾아왔을 때, 노파 10여 명과 조카 카이두만이 남아 있었고 손쓸 방법이 없었다. 다행히 자라이르인에게 끌려갔던 나친의 형의 황갈색 말이 세 번이나 줄을 끊고 돌아왔다. 이 말을 타고 마부로 위장한 나친은 자라이르인에게 접근했고, 우연히 형이 기르던 매를 데리고 사냥하던 부자를 만나게 되었다.
나친은 가까이 다가가 젊은 남성에게 '붉은 말이 말 떼를 이끌고 동쪽으로 달려가는 걸 보지 못했느냐?'고 물었지만, 그 젊은이는 보지 못했다고 대답했다. 오히려 젊은이는 나친에게 당신이 지나온 길에 오리나 기러기가 있었느냐고 되물었고, 나친은 일부러 속이기로 하고 있었다고 답하며 길 안내를 해주겠다고 했다.
강이 굽이치는 지점에서 부모와 아들의 말을 떨어뜨려 따로 떨어지게 한 후, 기회를 엿보다가 아들을 찔러 죽이고 말과 매를 차지했다. 그리고 아버지에게 다가가 다시 말을 걸었다. 아버지는 앞서 가던 내 아들은 왜 쓰러져서 일어나지 않느냐?고 묻자, 나친은 코피가 나서 쓰러진 것이라고 얼버무렸다. 아버지가 분노하자 그 틈을 타 다시 찔러 죽였다. 그 후 나친은 더 앞으로 나아가 어느 산 아래서 수백 마리의 말 무리를 발견했다. 감시하는 이들은 어린아이 몇 명뿐이었다. 나친은 가까이 다가가 이 말들이 죽은 형에게서 빼앗긴 말이라는 걸 확인하고, 아이들에게 따져 물었으나 아이들은 끝까지 시치미를 뗐다. 나친은 주위를 살펴 아무도 없는 걸 확인하고 그 아이들을 모두 죽이고, 말을 몰아 카이두가 있는 곳으로 돌아왔다.
이후 나친은 노파들과 어린 카이두를 데리고 바르구진 토쿰으로 이주했고, 카이두가 성장하자 바르구진 토쿰 사람들과 함께 카이두를 군주(칸)로 추대하여 몽골 부족을 재건하였다. 그의 거처는 헹티 산 남동쪽, 오논강과 케룰렌강의 발원지 근처에 있었다. 원사 1권에 의하면 여러 부족의 가문들이 하나둘씩 그에게 귀속되었고, 그의 백성 수는 날이 갈수록 늘어났다 한다. 프랑스인 역사가 르네 그루세(René Grousset)는 '카이두는 왕조에서 최초의 칸으로 진정한 자격을 갖춘 최초의 역사적 인물이다라고 결론지었다.
몽골 부족의 장이 된 카이두는 군사를 이끌고 자라이르 부족의 잔당에게 복수전을 펼쳤고, 그 생존자들을 자신의 휘하로 편입시켰다. 『집사』 「자라이르 부족지」에 따르면, '그들의 처자들은 모두 모날룬의 아들 카이두의 가신(bande)이 되었고, 일부 아이들은 포로(asiri)로 간주되어 카이두 일문 가신이 되었다'고 하며, 이후 자라이르 부족 사람들은 몽골 부족 보르지긴 씨족의 세습 가신(오텩 보골, Өтөг бөгөл)으로 편입되었다고 전한다. 그의 치세 동안, 보르지긴 씨족은 번영했고, 인구도 증가하였다

### 사후
몽골인들은 그를 전 몽골인을 처음으로 통치한 자로 기억된다. 몽골비사에 의하면 그의 사후 몽골부는 다시 그의 세 아들 바이상코르 독신, 차라카이 링굼, 차우진 오르타카이에게 분할 상속되었다 한다. 이 중 바이싱고르 독신은 일찍 사망한다. 바이싱고르의 아들 툼비나이 칸 시대에 몽골부는 다르킨 부족 19개, 니룬 부족 10여 개, 도합 30여 씨족 3만 가구, 총 약 10만 명 규모로 세력이 성장하였다. 그 뒤 몽골부는 카불 칸에 의해 재통일된다.

## 기타
툼니바이 세첸의 아들 중 카출리는 티무르 제국의 티무르 가계로 이어진다. 툼니바이 세첸-카출리-에메추 바를라스-수쿠 세첸-카라차르 노얀-이치리-아이랑기르-부르굴 노얀-타라가이 노얀-티무르로 이어진다.
|  | 보르지긴의 씨족장 ? ~ 1100년? | 후임 증손 카불 칸 |

|  | 카마그 몽골의 칸 ? ~ 1100년? | 후임 증손 카불 칸 |